# Colletes louisae
Colletes louisae är en biart som beskrevs av Cockerell 1897. Colletes louisae ingår i släktet sidenbin, och familjen korttungebin. Inga underarter finns listade i Catalogue of Life.

## Beskrivning
Grundfärgen är svart, med rödaktiga käkspetsar och leder på benen. Pälsen är övervägande ljus, hos honan rent vit, men mitt på mellankroppen har honan grå till svart behåring. Hanen har en svag ockraaktig inblandning i pälsen på bakkroppen. Tergiterna 1 till 5 (de fem första segmenten på bakkroppens ovansida) har vita hårband på bakkanterna. Honan har en kroppslängd på 9 till 11 mm, hanen på 8 till 9 mm.

## Ekologi
Arten förekommer i torra, ökenliknande buskmarker. Den är polylektisk, den besöker blommande växter från många olika familjer: Korgblommiga växter (bland annat cikorior och tistlar), katalpaväxter, korsblommiga växter, kaprisväxter, törelväxter, ärtväxter (bland annat sötväpplingar), strävbladiga växter, kransblommiga växter (som salviasläktet), vallmoväxter, malvaväxter, slideväxter, tamariskväxter, verbenaväxter och pockenholtsväxter).

## Utbredning
Utbredningsområdet omfattar västra USA och västra till mellersta Mexiko från Idaho till Texas, Chihuahua och Durango.